# Elysium (Wien)
Elysium hießen zwei in Wien vom Hofzuckerbäcker Josef Georg Daum (1789–1854) geschaffene, von 1833 bis 1864 bestehende, zu ihrer Zeit weithin bekannte Vergnügungslokale.

## Geschichte

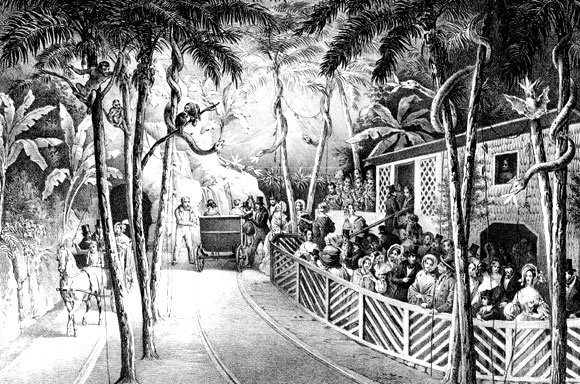
Das Neue Elysium um 1840

Das „alte“ Elysium bestand 1833 bis 1838 im Seitzerhof in der Steindlgasse zwischen Tuchlauben und Seitzergasse und musste wegen dessen Abriss geschlossen werden. Berühmt wurde vor allem das am 1. März 1840 eröffnete Neue Elysium, eine biedermeierliche Erlebniswelt in den Kellerräumen des Klosters St. Anna, unterhalb des St. Annahof in der Johannesgasse 4, (Wien, Innere Stadt). Das Lokal, programmatisch als „unterirdische Wanderung durch die Welt“ benannt, wurde zu einer der Hauptattraktionen des vormärzlichen Wien.
Hier wurden grottenbahnartig die großen Kontinente präsentiert, für den Transport sorgte eine unterirdische Pferdeeisenbahn. Musik, Tanz, akrobatische Darstellungen und kulinarische Genüsse wurden geboten, es gab auch Projektionsvorstellungen (Nebelbilder) nach Art der Laterna magica. Im Dezember 1840 bereicherte Daum sein Etablissement um den zunächst fehlenden Kontinent „Australien“.
1854 starb Josef Daum an der Cholera, sein Sohn führte das Etablissement zunächst fort, musste es aber nach stark rückläufigem Erfolg 1864 (nach anderer Darstellung 1857) schließen.
Ab den 1920er Jahren wurden die Räumlichkeiten in der Johannesgasse als Theater genutzt, aktuell befindet sich hier das Metro-Kino.

## Zitat
Der Lokalhistoriker Wilhelm Maximilian Kisch, in seiner Jugend Besucher des Elysium, beschreibt die seiner Darstellung nach weltberühmte Attraktion wie folgt:

„...Ein Lichtermeer von Flammen und eine Fülle von Farbenzauber ergoß sich über sämtliche Räume, und was das Auge nicht zu fassen vermochte, das erlauschte wonnetrunken das Ohr, es hörte das Rauschen der Palmen, das Plätschern der Wasserfälle und von allen Seiten lieblich tönende Musik… Der Eingang zum Elysium war von der Johannesgasse, zunächst jenem Haustore, wo sich der Schulbücherverschleiß befindet… man gelangte durch ein antikes
Portal über mehrere Stufen zur Cassa, hinter welcher eine bequeme buntgeschmückte Treppe ins Innere des Etablissements führte und zunächst in die Regionen ‚Afrikas‘. Ein ägyptisches Zaubergemach nimmt uns jetzt auf; mysteriöse Zeichen an den Wänden und ein gestirnter Himmel als Deckengemälde lassen uns die Geheimnisse dieses Wunderlandes erkennen. Die Dekorationen sind verschiedenen Motiven Ägyptens entnommen... Wir betreten von da aus einen Gang oder vielmehr einen Bildersaal, der nach ‚Europa‘ führt, mitten in die gemütliche Heimat...hier empfangen uns wirkliche Tische, und wir lauschen nationalen Zitherklängen und fidelen Jodlern. Eine weitere Treppe führt uns in das eigentliche Herz der geliebten Heimat, in das elegante Europa. Straußische und Lannerische Walzer erklingen, und lusterglühende Paare schwingen sich im Reigen. Doch weiter eilen wir fort und gelangen über einen schmalen Gang zur Urwiege der Menschheit, nach ‚Asien‘… Was nur orientalische Phantasie zu ersinnen vermag; leuchtende Perlen und Demantenglanz, duftender Moschus, reizende Odalisken verherrlichen den Harem des Sultans, der sich jetzt mit seinen Frauen den überraschten Blicken des Publikums zeigt...Wohl aufgeheitert dringen wir über den Isthmus eines langen Korridors in eine neue Welt, in ‚Amerika‘ ein. Schon der erste Schritt auf diesem Kontinent ist eine Überraschung. Ein Urwald stellt sich unseren erstaunten Blicken dar. Palmen umrauschen uns jetzt, Affen und Papageien wiegen sich auf den Zweigen der Urstämme und lassen abwechselnd ihre kreischenden Stimmen hören; auch für eine rasche Communication ist hier mittels einer zweigeleisigen Eisenbahn gesorgt, doch vertritt den Dampf ein geflügeltes Roß und die Lokomotive ein Wolkenwagen, ja selbst der Rosselenker ist hier ein geflügelter Genius, denn wir befinden uns mitten im Olymp. Nun besteigen wir willig den Wagen, und im Fluge brausen wir dahin durch göttliche Gefilde, durch pittoreske Grotten, Tunnels und schäumende Cascaden...Ermüdet und ermattet begrüßen wir schließlich mit Freude das wirkliche Alpenland, wo Speise und Trank uns erquicken und eine duftige Cigarre unsere erschöpften Lebensgeister stärkt…“